# Midgard
Midgard ist eine germanische Bezeichnung für die Welt oder die Erde. Das Wort ist in dieser oder ähnlicher Bedeutung als gotisch midjungards, altnordisch miðgarðr, altenglisch middangeard, altsächsisch middilgard und althochdeutsch mittil(a)gart überliefert und wurde sowohl in sakraler als auch profaner Sprache verwendet.

## Germanische Mythologie
Midgard, wörtlich „Mittelhof“ oder „Mittelgarten“, meint dabei genau genommen den Wohnort der Menschen in der Mitte der Welt. Die Götter (Asen) leben in Asgard.

## Miðgarðr in der nordischen Mythologie
Im Gegensatz zum vertikalen Weltbild des Weltenbaums Yggdrasil beschreiben in der nordischen Vorstellungswelt Miðgarðr (west) und Útgarðr (ost) als zwei aufeinander bezogene Pole ein horizontales, kreisförmiges Weltbild. Dies entspricht der Siedlungsstruktur des Nordens bis in die Zeit der industriellen Revolution hinein, in der das Bauerngehöft den Mittelpunkt der Welt bildet.
Das Grundwort garðr, das im mittelalterlichen Skandinavien hauptsächlich für „Bauernhof“ stand, bedeutete jedoch ursprünglich eine Einfriedung, einen Grenzwall oder -zaun, wodurch die Welt in zwei gegensätzliche Bereiche aufgeteilt wird: in ein Innen und in ein Außen. Das umfriedete Innere ist dabei der Lebensbereich des Menschen, in dem unter dem Schutz der Götter Kultur möglich wird, während im Außen die Dämonen und Riesen leben.
In der eddischen Literatur ist somit Miðgarðr nicht nur die Welt der Menschen, sondern auch die der Götter. Miðgarðr wird von den Göttern erschaffen, die sich darin ihre Burg Ásgarðr bauen. Danach weisen sie Miðgarðr den ersten Menschen Askr und Embla als Wohnort zu. Verschiedentlich wird mit Miðgarðr aber offenbar auch der Wall oder Zaun bezeichnet, der die Welt der Menschen vor den Riesen schützt.

## Rezeption in der Neuzeit

### Fantasy
J. R. R. Tolkien bezeichnete 1954 in seinem Werk Der Herr der Ringe, das stark von der germanischen Mythologie und dem Beowulf beeinflusst ist, die Welt in Anlehnung an Midgard als Mittelerde. 
Der deutsche Autor Wolfgang Hohlbein veröffentlichte 1987 den Roman Midgard, in dem er Bestandteile der nordischen Mythologie frei verwertete.
Das älteste deutsche Pen-&-Paper-Rollenspiel von 1981 trägt den Namen Midgard. 
Vielfach bezeichnet das Wort auch die virtuelle Spielwelt von Computerspielen, unter anderem in Dark Age of Camelot, Final Fantasy VII, Rune, Age of Mythology, Ragnarok Online. 

### Kosmologie
Der Astrophysiker Joel Primack und Nancy Ellen verwenden midgard 2006 in ihrer Kosmologie The View from the Center of the Universe als Begriff, um die Stellung des Menschen im Universum zu verdeutlichen. Der Mensch als Mittler zwischen Makro- und Mikrokosmos habe dabei die Aufgabe, diesen Zusammenhang mit seinem Bewusstsein zu erschließen.

### Völkische Bewegung
In der völkischen Bewegung des frühen 20. Jahrhunderts bezeichnet die Schreibweise Mittgart den germanischen Lebensraum.
Der Erbbiologe Willibald Hentschel veröffentlichte erstmals 1904 das Buch Mittgart, in dem er rassische Menschenzüchtungsprojekte entwarf. Um Hentschel als Gründer herum gab es einen „Mittgart-Bund“ und „Mittgartsiedlungen“ zur Menschenzüchtung.
Der Mittgart-Verlag von Guntram Erich Pohl in Haan-Ellscheid gab 1930 eine „Monatsschrift für nordisch-deutsches Wesen“ unter dem Titel Neues Leben heraus.
Der Ministerialbeamte Max Robert Gerstenhauer veröffentlichte 1937 Mittgarts Verfall und Wiederaufstieg als ersten Band seiner Grundzüge einer deutschen Staats- und Volkskunde.